# جلال النقد (الملاح)

تعديل مصدري - تعديل

جلال النقد هي إحدى قرى عزلة الملاح بمديرية الملاح التابعة لمحافظة لحج، بلغ تعداد سكانها 69 نسمة حسب تعداد اليمن لعام 2004.